# 명탐정 코난: 순흑의 악몽
《명탐정 코난: 순흑의 악몽》(일본어: 名探偵コナン 純黒の悪夢)은 2016년 4월 16일 일본에서 상영된 《명탐정 코난》의 20번째 극장판이다. 대한민국에서는 2016년 8월 3일에 개봉했다. 2018년 6월 28일에 4DX로 재개봉했다.
검은조직은 2009년 개봉한 극장판 13기 명탐정 코난: 칠흑의 추적자편 이후 7년 만에 등장하며, 총 3번째로 극장판에 등장한다. FBI는 2013년에 개봉한 루팡 3세 vs 명탐정 코난 THE MOVIE 극장판과 2014년에 개봉한 극장판 18기 명탐정 코난: 이차원의 저격수 이후 세번째 극장판 등장이다. 또한 CIA와 공안 경찰도 처음으로 극장판에 등장한다.

## 시놉시스
경찰에 잠입한 누군가에 의해 유출된 N.O.C리스트. 그리고 전 세계 스파이들이 연이어 제거되는 사건이 발생한다. 한편, 코난과 친구들은 새로 개장한 수족관에서 우연히 의문의 여인과 마주친다. 두 눈의 색이 다른 ‘오드아이’인 그녀는 상처투성이인 온 몸에, 자신의 이름도 기억하지 못하는 상태. 그녀가 잃어버린 기억을 되찾을 수 있게 도와 주던 코난은 심상치 않은 기운을 느끼고, FBI, 경찰, CIA가 모두 그녀를 쫓고 있음을 알게 된다. 여기에 베일에 싸여 있는 검은 조직마저도 정체를 드러내고 그 여인을 쫓는데… 잃어버린 기억 속 숨겨진 비밀을 찾아, 그들이 움직인다!

한국어판 시놉시스

## 줄거리
어두운 밤, 일본 경시청 본청에 백발의 여성이 잠입했다. 그녀는 본청의 슈퍼컴퓨터에 저장된 세계 각국의 스파이들의 정보가 담긴 NOC리스트를 빼내고 있는데 갑자기 불이 켜지더니 아무로 토오루가 이끄는 공안 형사들이 나타나 그녀를 포위했다. 하지만 여성은 건장한 사내들을 순식간에 때려눕히고는 차까지 뺏어 도주하기 시작했고 아무로 역시 바로 차를 타고 뒤를 쫓는다. 그러다 라이벌인 아카이 슈이치와 마주했다. 여성의 차는 아카이의 라이플 탄환에 맞아 앞타이어가 터졌고 속도를 이기지 못한채 도로 아래로 추락해 폭발했다.
다음날. 코난과 하이바라는 소년탐정단과 아가사 히로시 박사와 함께 초대형 규모로 건설된 토토 수족관에 놀러왔다. 코난은 수족관에서도 제일 인기가 많은 관람차를 타러 가고있는데 웬 여자가 홀로 벤치에 앉아있는걸 발견했다. 좌우 홍채색이 다른 오드아이, 곳곳에 난 상처, 망가진 휴대전화. 게다가 여자는 자신이 누군지 조차 모르는 기억상실 증세를 보였다. 한참뒤에 소년 탐정단도 이걸 알고는 여자를 가여워하며 자신들이 기억을 되찾아주자고 했고 얼떨결에 여자는 아이들과 같이 어울리게 된다. 그런데 아이들과 관람차를 탄 여자는 갑자기 두통을 일으키며 비명을 내지르는 이상증세를 보였다.
잠시후, 경시청에 인계된 여자. 그런데 여자를 주시하고 있던 코난과 하이바라는 여자의 주위에 검은조직이 맴돌고 있다는것과 그들이 토토수족관 대관람차를 무대로 중대한 음모를 꾸미고 있다는걸 알게된다. 코난은 이를 막기위해 아무로와 아카이에게 협조를 요청한다. 하이바라 또한 폭탄이 설치된 대관람차 안에 소년 탐정단이 타고있는걸 발견하고는 경악하는데...

## 등장 인물

### 주조연 캐릭터
- 버본(일본)
- 에도가와 코난 / 작은 신이치 (코난 / 작은 도일: 한국어 김선혜, 일본어 타카야마 미나미)
- 쿠도 신이치 (남도일: 한국어 강수진, 일본어 야마구치 캇페이)
- 아무로 토오루 / 후루야 레이 (버본) (안기준 / 강준영: 한국어 박성태)
- 모리 코고로 (유명한: 한국어 이정구, 일본어 코야마 리키야)
- 모리 란 (유미란: 한국어 이현진, 일본어 야마자키 와카나)
- 베르무트: (한국어 양정화)

### 그 외
- 아가사 히로시 (브라운 박사 : 한국어 황원)
- 코지마 겐타 (고뭉치 : 한국어 한인숙)
- 츠부라야 미츠히코 (박세모 : 한국어 정선혜)
- 요시다 아유미 (한아름 : 한국어 여민정)
- 하이바라 아이 / 미야노 시호 (홍장미 / 안시호 : 한국어 우정신)
- 스즈키 소노코 (정보라 : 한국어 이용신)
- 메구레 쥬죠 (골롬보 반장 : 한국어 조동희)
- 타카기 와타루 (신형선 형사 : 한국어 김광국)
- 치바 카즈노부 (이명수 형사 : 한국어 김영찬)
- 사토 미와코 (오지인 형사 : 한국어 한채언)
- 아카이 슈이치 (이상윤 : 한국어 이주창)
- 조디 스털링 : (한국어 문선희)
- 제임스 블랙 : (한국어 권혁수)
- 안드레 캐멜 : (한국어 안장혁)
- 에노모토 아즈사 (오연주 : 한국어 이소은)
- 혼도 히데미 / 미즈나시 레나 (키르) (문재인 / 손예나 : 한국어 안영미)

- 럼
- 진 : (한국어 서윤선)
- 워커 : (한국어 시영준)
- 키안티 (캔티) : (한국어 김현심)
- 코른 : (한국어 최재호)

### 극장판 캐릭터
- 큐라소 (오드아이): (한국어 박리나, 일본어 아마미 유키)
- 리슬링(독일)
- 스타우트(영국)
- 아쿠아비트(캐나다)
- 키르(미국)

## 주제가
세계는 당신의 색이 된다 (世界はあなたの色になる) -
작사 - 이나바 히로시 / 작곡 - 마츠모토 / 노래 - B'z
- 일본판 애니메이션 시리즈 본편의 OP로 제817화부터 사용되고 있기 때문에, 「Don't Wanna Lie」 이후 5년만의 3곡이 되는 텔레비전 애니메이션과 영화 모두의 주제가가 되었다.

## 특징
- 《칠흑의 추적자》 이래로 7년 만에 검은 조직이 극장판에 등장하였다.
  - 검은 조직의 보스의 측근 중 한 명인 럼이 극장판에서 언급된다.
- 작중 등장하는 조직원 큐라소는 전작인 《칠흑의 추적자》에 나온 아이리쉬랑 마찬가지로 극장판 오리지널 캐릭터이며 주인공을 살려주다 죽는 걸로 나온다.
- 역대 극장판 중 유일하게 범인이 없다.
- 《이차원의 저격수》 이래로 두번째로 FBI 수사관들이 등장하였다.
  - FBI 수사관인 아카이 슈이치(이상윤)가 공식적으로 등장하였다.
- 아무로 토오루(안기준)가 최초로 극장판에 등장하였다.
- 미즈나시 레이나(손예나)가 최초로 극장판에 등장하였다.
- 마츠다 진페이(송보윤)가 아무로 토오루의 회상씬에 잠깐 등장하며 아무로 토오루와의 관계가 밝혀졌다.
- 아무로 토오루나 미즈나시 레이나 외에도 극장판에서만 등장하는 검은 조직에 잠입한 요원들이 작중에 나온다.
- 실제 작중 대관람차의 모델은 싱가포르 플라이어이다.

## 한국 통계

### 상영현황정보
- CJ올리브네트웍스(주) : 106개(상영관), 303개(스크린)
- 롯데시네마(주) : 87개(상영관), 209개(스크린)
- 메가박스(주) : 52개(상영관), 106개(스크린)
- 인터파크(주) : 5개(상영관), 7개(스크린)
- 현대중공업(주) : 1개(상양관), 2개(스크린)

### 개봉전(시사회 등)
- 스크린수 : 6개
- 상영횟수 : 6회
- 관람객 : 1,295명
- 매출 : 11,655,000원

### 개봉후

#### 박스오피스
| 날짜    | 관객수   | 누적 관객수 | 스크린수 |
| ------- | -------- | ----------- | -------- |
| 8월 3일 | 79,742명 | 81,037명    | 369개    |
| 8월 4일 | 65,059명 | 146,096명   | 447개    |
| 8월 5일 | 48,612명 | 194,708명   | 442개    |
| 8월 6일 | 73,860명 | 268,568명   | 413개    |
| 8월 7일 | 67,699명 | 336,267명   | 399개    |
| 8월 8일 | 25,508명 | 361,974명   | 334개    |
| 8월 9일 | 25,334명 | 387,308명   | 340개    |

#### 점유율
| 날짜    | 스크린수 | 스크린 점유율 | 상영횟수 | 상영 점유율 | 좌석수   | 관객수   | 좌석 점유율 |
| ------- | -------- | ------------- | -------- | ----------- | -------- | -------- | ----------- |
| 8월 3일 | 369개    | 7.4%          | 676개    | 3.8%        | 88,494개 | 79,746명 | 90.1%       |

## 일본 통계
일본 전국 348 스크린에서 공개되었다. 개봉 2일간 관람객은 93만 3,781명, 흥행 수입 12억 915만 8,900엔. 공개 2주째 주말인 2016년 4월 23일의 2일간 관객수 52만 2,023명, 흥행 수익이 6억 7,920만 6,300엔을 기록했다. 그리고 개봉 51일 째가되는 2016년 6월 5일에는 일본 기준 지금까지 최고의 흥행작이던 명탐정 코난: 화염의 해바라기 (업화의 해바라기)의 일본 흥행 수입인 44억 8000만엔을 돌파한 모든 명탐정 코난 극장판시리즈 최고의 50억 ~ 60엔 대를 돌파하는 대히트를 기록했다.
또한, 토호가 2016년 7월 15일에 발표한 흥행수입은 62억엔 (약 620억원)이다.